# かわみなみ
かわみ なみ（1957年6月28日 - ）は日本の漫画家。鹿児島県出身。
1978年（昭和53年）『花とゆめ』5号に掲載された「花の熱血サッカー部」でデビュー。その後は白泉社の『LaLa』や祥伝社の『FEEL YOUNG』などで執筆していた。両親の介護をきっかけに一般誌での活動を休止、近年は携帯コミックで作品を発表している。

## 作品
- ノストラ探偵団（花とゆめコミックス・全4巻）
- ダイダイ青年団（花とゆめコミックス・1巻）
- シャンペン・シャワー（花とゆめコミックス・全6巻）
- ダイヤモンド・ガイ（白泉社文庫・1巻）
- アスタ・マニャーナ（花とゆめコミックス1巻）
- まり子闘争（花とゆめコミックス・全2巻）
- インナーカルテット（花とゆめコミックス・全3巻）
- ファン気ぃな親父（PATSYコミックス・1巻）
- 月明りの丘（Feelコミックス・1巻）
- 月の行方（Feelコミックス・1巻）
- 大きな栗の木の下で（ビブロスコミックス・全2巻）
- 大喝采!（ビーボーイコミックス・1巻）
- 十二夜戦士（アイズコミックス・1巻）

## イラスト
- 夢の宮シリーズ（原作：今野緒雪、コバルト文庫）